# Хельсингёр (футбольный клуб)
«Хельсингёр» (дат. Fodboldklub Helsingør) — датский футбольный клуб из одноимённого города, коммуна Хельсингёр, остров Зеландия. Основан в 1 августа 2005 года. Домашние матчи команда проводит на стадионе «Хельсингёр Стэдиум» общей вместимостью более 4 000 зрителей.
В сезоне 2017/18 принимал участие в датской Суперлиге, высшем дивизионе чемпионата Дании.

## История клуба
Футбольный клуб города Хельсингёр был образован в результате слияния местных команд «Снеккерстен» (дат. Snekkersten IF), «Эспергорд» (дат. Espergærde IF), «ФК Хельсингёр» (дат. Helsingør FC), «Вапнагард-72» (дат. Vapnagaard FK72), «Фрем Хеллебек» (дат. Frem Hellebæk), «ИФ Хельсингёр» (дат. Helsingør IF) и «Хорнбек» (дат. Hornbæk IF). Первое название клуба — «Элит-3000» (дат. Elite 3000 Fodbold), а домашние матчи команда проводила на арене «Хельсингёр Стэдиум» в Хельсингёре, на котором играет и по сей день. Перед сезоном 2012/13 во Втором дивизионе клуб получил своё нынешнее именование — ФК «Хельсингёр».
Команда начала выступление в пятом дивизионе системы футбольных лиг чемпионата Дании, представляя в дивизионе одноимённую коммуну и город. К 2009 году команда поднялась до Региональный дивизиона, третьей по значимости футбольной лиги чемпионата Дании. Став победителем турнира в сезоне 2009/10, «Элит-3000» дебютировал в Втором дивизионе.
Первый сезон в Третьем дивизионе получился весьма удачным, учитывая дебют клуба в лиге: команда заняла итоговое второе место, уступив первую строчку клубу «Нордвест» из Хольбека, так и не отобравшемуся во Второй дивизион по итогам плей-офф. Следующий сезон оказался неудачным: команда скатилась в нижнюю часть таблицы, заняв лишь девятое место. В сезоне 2012/13 команда, уже под другим названием, до последних туров претендовала на первую строчку и итоговое повышение в классе, однако снова не сдюжила, уступив чемпионство в лиге на сей раз клубу «Хвидовре» из одноимённого города Дании, на пять очков отстав от лидера дивизиона. В сезоне 2013/14 у клуба снова произошёл игровой спад: команда стала четвёртой, а итоговый отрыв от победителя турнира клуба «Роскилле» одноимённого города составил неотыгрываемые 30 баллов. Наконец, на пятый год участия в дивизионе, «Хельсингёр» получил долгожданное повышение в классе: выиграв сезон 2014/15 в зоне «Восток» третьей лиги, с десятиочковым преимуществом от второй команды турнира клуба «Фрем» из Копенгагена, команда впервые своей в истории получила путёвку в Первый дивизион датского первенства.
Дебют в Первом дивизионе оказался достойным: команда закрепилась в новом дивизионе, обосновавшись в середине таблицы. По итогам сезона 2015/16 «Хельсингёр» занял седьмую строчку. Мало кто ожидал подвигов от новичка лиги в следующем году, однако уже в новом сезоне команда смогла вклиниться в когорту лидеров дивизиона, в пяти очках остановившись от прямого выхода в датскую Суперлигу, в итоге доставшееся клубу «Хобро» из одноимённого города. Тем не менее, по итогам сезона «Хельсингёр» занял третье место, дававшее право участвовать в матчах плей-офф турнира с одной из худших команд датской Суперлиги сезона 2016/17. По итогам турнира в матчах плей-офф первенства «Хельсингёр» встретился с клубом «Виборг» одноимённого города Дании. В первом матче в Хельсингёре команды разошлись результативной ничьей 1:1. 4 июня 2017 года в ответной встрече на домашнем стадионе «Виборга» «Энерги Арена» на гол полузащитника «Хельсингёра» Тобиаса Кристинсена хозяева ответили точным ударом Сорена Риисе. Завершив основное время матча вничью, команды продолжили встречу в дополнительное время. На 92-й минуте овертайма нападающий хозяев Миккель Вестергард вывел «Виборг» вперед, и, казалось, «спасал» свой клуб от вылета, однако на 112-й минуте матча точный удар форварда гостей Андре Риеля застал врасплох голкипера хозяев и впервые в истории клуба вывел «Хельсингёр» в датскую Суперлигу, высший дивизион чемпионата Дании.

## История названий
- 2005—2012 «Элит-3000» (дат. Elite 3000 Fodbold)
- 2012—н. в. «Хельсингёр» (дат. Fodboldklub Helsingør)

## Достижения клуба
- Первый дивизион
  -  Третье место (1): 2016/17
- Второй дивизион
  -  Чемпион (1): 2014/15
  -  Второе место (2): 2010/11, 2012/13
- Региональный дивизион
  -  Чемпион (1): 2009/10

## Статистика выступлений с 2010 года
| Сезон   | Ранг | Турнир          | Место | И  | В  | Н  | П  | ГЗ | ГП | РГ  | Очки | Кубок       | Исход |
| ------- | ---- | --------------- | ----- | -- | -- | -- | -- | -- | -- | --- | ---- | ----------- | ----- |
| 2010/11 | 3    | Второй дивизион | 2     | 30 | 17 | 6  | 7  | 63 | 41 | +22 | 57   | 2-й раунд   |       |
| 2011/12 | 3    | Второй дивизион | 9     | 30 | 12 | 5  | 13 | 51 | 54 | -3  | 41   | 1/16 финала |       |
| 2012/13 | 3    | Второй дивизион | 2     | 30 | 20 | 4  | 6  | 79 | 38 | +41 | 64   | 2-й раунд   |       |
| 2013/14 | 3    | Второй дивизион | 4     | 30 | 15 | 5  | 10 | 59 | 35 | +24 | 50   | 1/16 финала |       |
| 2014/15 | 3    | Второй дивизион | 1     | 30 | 22 | 5  | 3  | 59 | 22 | +37 | 71   | 1-й раунд   |       |
| 2015/16 | 2    | Первый дивизион | 7     | 33 | 14 | 5  | 14 | 40 | 42 | -2  | 47   | 1/8 финала  |       |
| 2016/17 | 2    | Первый дивизион | 3     | 33 | 14 | 11 | 8  | 43 | 31 | +12 | 53   | 1/16 финала | *     |
| 2017/18 | 1    | Суперлига       | -     | -  | -  | -  | -  | -  | -  | -   | -    | -           |       |

- По итогам плей-офф.

## Текущий состав
| №              | Игрок                   | Страна   | Дата рождения             | Бывший клуб       | Контракт      |         |
| Вратари        | Вратари                 | Вратари  | Вратари                   | Вратари           | Вратари       | Вратари |
| -------------- | ----------------------- | -------- | ------------------------- | ----------------- | ------------- | ------- |
| 1              | Миккель Брун            | Дания    | 16 октября 1990 (34 года) | Эспергерде        | 2012—2018     |         |
| 31             | Адриан Каппенбергер     | Дания    | 25 августа 1996 (28 лет)  | Фреденсборг       | до 31.12.2017 |         |
| 95             | Арис Вапоракис          | Дания    | 6 января 1995 (30 лет)    | АБ                | 2015—2019     |         |
| 99             | Фредерик Рай-Розенквист | Дания    | 29 ноября 1999 (25 лет)   | Воспитанник клуба | 2017—2018     |         |
| Защитники      |                         |          |                           |                   |               |         |
| 2              | Йоханнес Риттер         | Дания    | 15 февраля 1995 (30 лет)  | Норшелланн        | 2016—2019     |         |
| 3              | Фредерик Бай            | Дания    | 6 августа 1997 (27 лет)   | ФК Копенгаген     | 2017—2019     |         |
| 4              | Мартин Фиш              | Дания    | 26 января 1993 (32 года)  | Хеллеруп          | 2017—2019     |         |
| 5              | Андреас Хольм Йенсен    | Дания    | 7 декабря 1988 (36 лет)   | Норвест           | 2014—2018     |         |
| 8              | Рики Ольсен             | Дания    | 21 октября 1988 (36 лет)  | Норвест           | 2014—2018     |         |
| 14             | Йонас Хенриксен         | Дания    | 6 марта 1991 (34 года)    | АБ                | 2017—2019     |         |
| 15             | Даниэль Сегев Йёргенсен | Дания    | 4 февраля 1991 (34 года)  | Роскилле          | 2017—н/д      |         |
| 21             | Мортен Хегор            | Дания    | 21 октября 1997 (27 лет)  | АБ                | 2016—2019     |         |
| 27             | Матиас Йоханнсен        | Дания    | 27 апреля 1992 (32 года)  | Нествед           | 2017—2019     |         |
| 33             | Сёрен Хенриксен         | Дания    | 4 февраля 1992 (33 года)  | Веннсюссель       | 2017—2019     |         |
| Полузащитники  |                         |          |                           |                   |               |         |
| 6              | Миккель Бассе           | Дания    | 31 августа 1996 (28 лет)  | Люнгбю            | 2016—2019     |         |
| 7              | Андерс Хольст           | Дания    | 25 июля 1992 (32 года)    | АБ                | 2012—2021     |         |
| 10             | Осама Ахарраз           | Дания    | 26 ноября 1990 (34 года)  | Виборг            | 2017—2018     |         |
| 16             | Кристиан Кёлер          | Дания    | 10 апреля 1996 (28 лет)   | Норшелланн        | 2017—2019     |         |
| 17             | Александр Фиоретос      | Греция   | 27 января 1995 (30 лет)   | АЕЛ Каллони       | 2016—2018     |         |
| 18             | Исмаил Эсен             | Дания    | 8 февраля 1998 (27 лет)   | Воспитанник клуба | до 31.12.2017 |         |
| 20             | Лукас Уландер           | Швеция   | 19 февраля 1993 (32 года) | Вестерос          | 2017—2018     |         |
| 22             | Эссам Саламун           | Дания    | 26 декабря 1996 (28 лет)  | Воспитанник клуба | 2015-2018     |         |
| 23             | Фредерик Роэпсторфф     | Дания    | 9 июня 1998 (26 лет)      | Воспитанник клуба | до 31.12.2017 |         |
| 24             | Тобиас Кристенсен       | Дания    | 4 января 1995 (30 лет)    | Эльче Илиситано   | 2016—2018     |         |
| 29             | Вильям Квист            | Швеция   | 25 августа 1994 (30 лет)  | АБ                | до 31.12.2017 |         |
| Нападающие     |                         |          |                           |                   |               |         |
| 9              | Матеус Лейрия           | Бразилия | 22 января 1995 (30 лет)   | Барра             | 2017—2020     |         |
| 11             | Николас Мортенсен       | Дания    | 26 апреля 1994 (30 лет)   | Фремад Амагер     | 2017—2020     |         |
| 12             | Марк Лет Педерсен       | Дания    | 17 августа 1989 (35 лет)  | Роскилле          | 2017—2019     |         |
| 13             | Андерс Юнге             | Дания    | 2 марта 1993 (32 года)    | Скьольд Биркерёд  | 2017—2018     |         |
| 19             | Даниэль Стюклер         | Дания    | 13 апреля 1997 (27 лет)   | Кёге              | 2017—2018     |         |
| 25             | Аднан Мохаммад          | Дания    | 2 июля 1996 (28 лет)      | Арендаль          | 2017—2020     |         |
| 28             | Монс Херрманн           | Швеция   | 22 мая 1997 (27 лет)      | Хёганес           | до 31.12.2017 |         |
| Главный тренер |                         |          |                           |                   |               |         |
|                | Кристиан Лёнструп       | Дания    | 4 апреля 1971 (53 года)   | АБ (помощник)     | 2014—2020     |         |